# مجرة العواء القزمة
مجرة العواء القزمة (بالإنجليزية:  Boötes Dwarf Galaxy)‏ مجرة كروية قزمة شبة إهليجية تقع في اتجاه كوكبة العواء وتبعد عنا 197000 سنة ضوئية مايعادل 64.4 فرسخ فلكي
مجرة العواء القزمة مجرة خافتة حيث يبلغ مقدار ضياؤها 100,000 ضياء شمسي، تتأثر هذة المجرة بقوة المد والجزر بسبب مجرة درب التبانة حيث ان مجرة العواء القزمة في مدار حول مجرتنا، ويبلغ قدرها الظاهري 13.1 وقدرها المطلق 5.8- . ولا يمكن مشاهدتة هذة المجرة بالعين المجردة رغم قربها النسبي 
تم نشر اكتشاف هذه المجرة في 10 مايو 2006 عن طريق دراسة بيانات مسح سلووان الرقمي للسماء قام به علماء الفلك من جامعة كامبريدج في إنجلترا.

## إقراء أيضا
- كوكبة العواء
- قائمة مجرات المجموعة المحلية
- مجرة الدب الأكبر الثانية القزمة
- مجرة الحوت أ